# USS Skate (SS-305)
USS Skate (SS-305) là một  tàu ngầm lớp Balao từng phục vụ cùng Hải quân Hoa Kỳ trong Chiến tranh Thế giới thứ hai. Nó là chiếc tàu ngầm thứ hai của Hải quân Hoa Kỳ được đặt cái tên này, theo tên loài cá đuối Skate. Nó đã phục vụ trong suốt Thế Chiến II, thực hiện tổng cộng bảy chuyến tuần tra, đánh chìm mười tàu Nhật Bản, bao gồm một tàu tuần dương hạng nhẹ, một tàu khu trục và một tàu ngầm, với tổng tải trọng 27.924 tấn. Được cho ngừng hoạt động sau khi xung đột chấm dứt vào năm 1946, con tàu được sử dụng trong Chiến dịch Crossroads để thử nghiệm bom nguyên tử, rồi cuối cùng bị đánh chìm như một mục tiêu ngoài khơi California vào năm 1948. Skate được tặng thưởng tám Ngôi sao Chiến trận do thành tích phục vụ trong Thế Chiến II.

## Thiết kế và chế tạo
Thiết kế của lớp Balao được cải tiến dựa trên  tàu ngầm lớp Gato dẫn trước, là một kiểu tàu ngầm hạm đội có tốc độ trên mặt nước cao, tầm hoạt động xa và vũ khí mạnh để tháp tùng hạm đội chiến trận. Khác biệt chính so với lớp Gato là ở cấu trúc lườn chịu áp lực bên trong dày hơn, và sử dụng thép có độ đàn hồi cao (HTS: High-Tensile Steel), cho phép lặn sâu hơn đến 400 ft (120 m). Con tàu dài 311 ft 9 in (95,02 m) và có trọng lượng choán nước 1.526 tấn Anh (1.550 t) khi nổi và 2.424 tấn Anh (2.463 t) khi lặn. Chúng trang bị động cơ diesel dẫn động máy phát điện để cung cấp điện năng cho bốn động cơ điện, đạt được công suất 5.400 shp (4.000 kW) khi nổi và 2.740 shp (2.040 kW) khi lặn, cho phép đạt tốc độ tối đa 20,25 hải lý trên giờ (37,50 km/h) và 8,75 hải lý trên giờ (16,21 km/h) tương ứng. Tầm xa hoạt động là 11.000 hải lý (20.000 km) khi đi trên mặt nước ở tốc độ 10 hải lý trên giờ (19 km/h) và có thể hoạt động kéo dài đến 75 ngày.
Tương tự như lớp Gato dẫn trước, lớp Balao được trang bị mười ống phóng ngư lôi 21 in (530 mm), gồm sáu ống trước mũi và bốn ống phía phía đuôi tàu, chúng mang theo tối đa 24 quả ngư lôi. Vũ khí trên boong tàu gồm một hải pháo 4 inch/50 caliber, một khẩu pháo phòng không Bofors 40 mm nòng đơn và một khẩu đội Oerlikon 20 mm nòng đôi, kèm theo hai súng máy .50 caliber. Trên tháp chỉ huy, ngoài hai kính tiềm vọng, nó còn trang bị ăn-ten radar SD phòng không và SJ dò tìm mặt biển. Tiện nghi cho thủy thủ đoàn bao gồm điều hòa không khí, thực phẩm trữ lạnh, máy lọc nước, máy giặt và giường ngủ cho hầu hết mọi người, giúp họ chịu đựng cái nóng nhiệt đới tại Thái Bình Dương cùng những chuyến tuần tra kéo dài đến hai tháng rưỡi.
Skate được đặt lườn tại Xưởng hải quân Mare Island ở Vallejo, California vào ngày 1 tháng 8, 1942. Nó được hạ thủy vào ngày 4 tháng 3, 1943, được đỡ đầu bởi bà Ethel L. Shamer, và được cho nhập biên chế cùng Hải quân Hoa Kỳ vào ngày 15 tháng 4, 1943 dưới quyền chỉ huy của Hạm trưởng, Thiếu tá Hải quân Eugene Bradley McKinney.

## Lịch sử hoạt động

### 1943

#### Chuyến tuần tra thứ nhất
Sau khi hoàn tất việc chạy thử máy huấn luyện tại vùng biển ngoài khơi California, Skate khởi hành để đi sang quần đảo Hawaii, và lên đường từ căn cứ Trân Châu Cảng vào ngày 25 tháng 9, 1943, hướng sang khu vực đảo Wake cho chuyến tuần tra đầu tiên. Chiếc tàu ngầm làm nhiệm vụ tìm kiếm và giải cứu hỗ trợ cho chiến dịch không kích của các tàu sân bay xuống hòn đảo này. Lúc sáng sớm ngày 6 tháng 10, đang khi giải cứu một phi công bị thương trên một bè cứu sinh, nó bị máy bay đối phương bắn phá, khiến một sĩ quan thuộc chiếc tàu ngầm, Trung úy Hải quân Willis Edward Maxson, III, bị tử thương. Sang ngày hôm sau, nó tiếp cận dưới hỏa lực pháo đối phương chỉ cách bờ biển 5.000 thước Anh (4.600 m) để giải cứu hai thành viên một đội bay bị bắn rơi; rồi trong khi tìm kiếm một người thứ ba, nó bị máy bay ném bom bổ nhào đối phương tấn công, buộc phải lặn khẩn cấp để né tránh. Sau một chuyến đi ngắn đến Midway, nó quay trở lại khu vực đảo Wake và tiếp tục cứu vớt thêm bốn phi công trước khi kết thúc chuyến tuần tra tại Midway vào ngày 29 tháng 10.

#### Chuyến tuần tra thứ hai
Rời Midway cho chuyến tuần tra thứ hai vào ngày 15 tháng 11, Skate hoạt động tại khu vực chung quanh căn cứ Truk thuộc quần đảo Caroline. Vào ngày 25 tháng 11, nó phát hiện năm tàu chiến, và đã bắn một loạt ngư lôi vào mục tiêu nhưng không thể xác định kết quả vì phải lặn khẩn cấp để né tránh việc truy lùng của đối phương. Đến ngày 30 tháng 11, nó tấn công các tàu sân bay Zuihō, Chuyō và Unyō nhưng không có kết quả. Ở vị trí về phía Bắc Truk vào ngày 21 tháng 12, nó phóng ngư lôi đánh chìm tàu chở hàng Terukawa Maru (6.429 tấn); rồi trong một cơn mưa giông vào ngày 25 tháng 12, nó phóng một loạt bốn quả ngư lôi nhắm vào thiết giáp hạm Yamato, một quả trúng đích đã khiến Yamato bị thủng một lổ bên mạn phải và ngập khoảng 3.000 tấn nước, nhưng vẫn tiếp tục đi đến được Truk. Skate quay trở về Midway vào ngày 7 tháng 1, 1944 để được tái trang bị.

### 1944

#### Chuyến tuần tra thứ ba

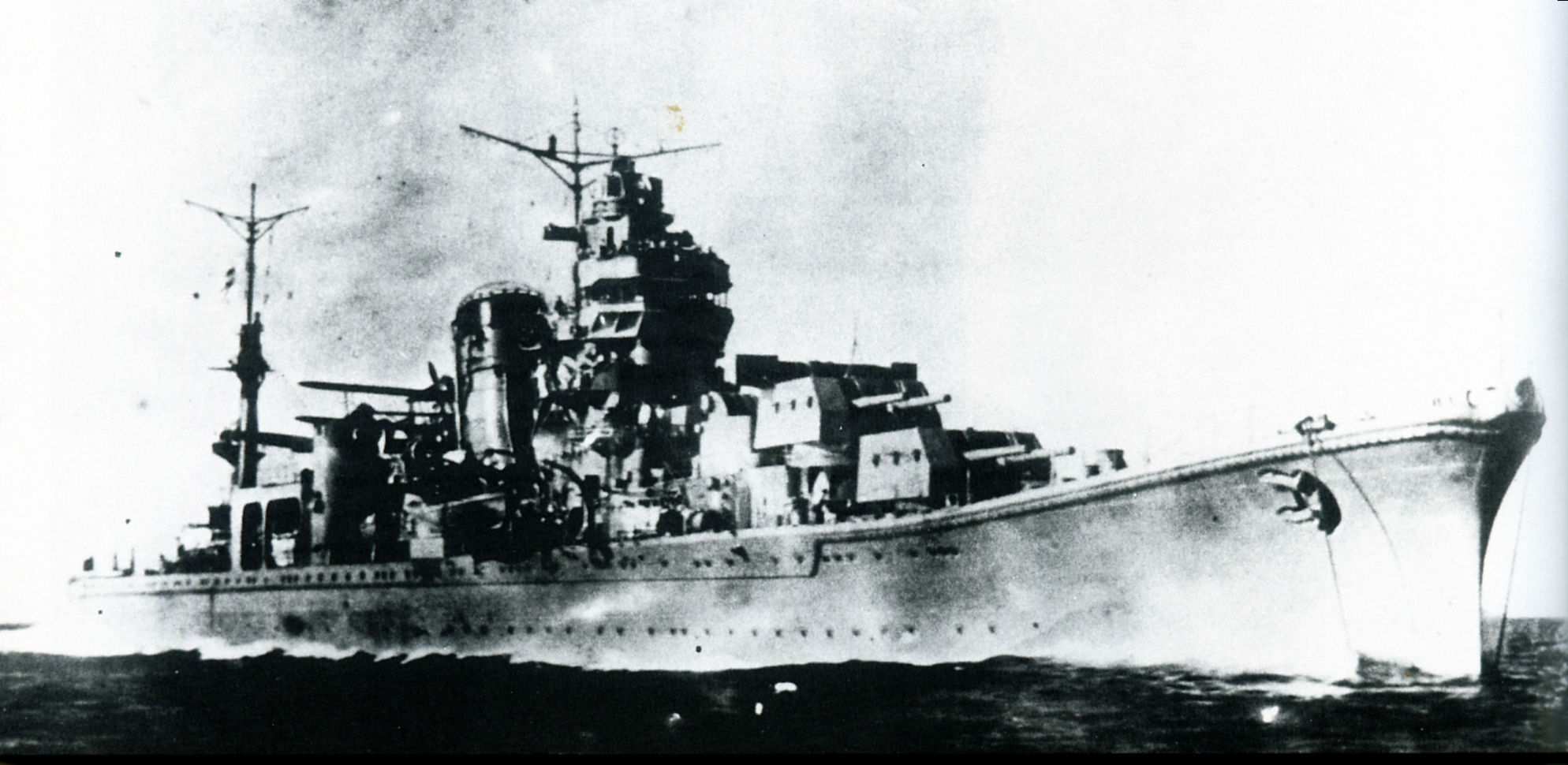
Tàu tuần dương Nhật Agano

Skate khởi hành từ Midway cho chuyến tuần tra thứ ba từ ngày 5 tháng 2 đến ngày 17 tháng 3, 1944 tại khu vực quần đảo Caroline để hỗ trợ cho Chiến dịch Hailstone, đợt không kích bằng tàu sân bay xuống căn cứ Truk. Vào ngày 16 tháng 2, nó bắt gặp một tàu tuần dương hạng nhẹ Nhật Bản, vốn đã sống sót qua đợt tấn công bằng ngư lôi của tàu ngầm Scamp (SS-277) trước đó. Skate phóng một loạt bốn quả ngư lôi nhắm vào mục tiêu, ghi được hai quả trúng đích, nhưng phải lặn xuống để né tránh phản công bằng mìn sâu từ các tàu hộ tống tháp tùng. Khi nó quay trở lại hiện trường và chuẩn bị tấn công lần nữa, Agano đã lật úp qua mạn trái và đang chìm. Sau khi hoàn thành nhiệm vụ tuần tra, chiếc tàu ngầm quay trở về Trân Châu Cảng. 

#### Chuyến tuần tra thứ tư
Trong chuyến tuần tra thứ tư từ ngày 11 tháng 4 đến ngày 31 tháng 5 tại khu vực quần đảo Bonin, Skate đã tấn công một tàu chở hàng nhưng không rõ kết quả, rồi vào ngày 14 tháng 5 đã phá hủy một thuyền buồm bằng hải pháo, và bắt giữ ba tù binh chiến tranh.

#### Chuyến tuần tra thứ năm
Rời Midway vào ngày 23 tháng 6 cho chuyến tuần tra thứ năm tại khu vực quần đảo Kuril, Skate đánh chặn một đoàn năm tàu buôn được các tàu khu trục hộ tống vào ngày 7 tháng 7. Nó phóng ba quả ngư lôi và đánh chìm được tàu khu trục Usugumo, rồi sau đó phải lặn sâu để né tránh phản công bằng mìn sâu trong suốt hai giờ của đối phương. Đến ngày 15 tháng 7, nó đánh chìm một tàu chở hàng nhỏ và bắt giữ hai tù binh, rồi sang ngày hôm sau lại phá hủy tiếp một tàu chở hàng khác. Nó kết thúc chuyến tuần tra khi quay trở về Trân Châu Cảng vào ngày 7 tháng 8.

#### Chuyến tuần tra thứ sáu
Khởi hành từ Trân Châu Cảng cho chuyến tuần tra thứ sáu tại khu vực quần đảo Ryūkyū vào ngày 9 tháng 9, Skate tiến hành trinh sát hình ảnh Okinawa, và vào ngày 29 tháng 9 đã đánh chìm một tàu tuần tra và một tàu chở hàng nhỏ. Sau khi kết thúc chuyến tuần tra và quay trở về Trân Châu Cảng, nó tiếp tục đi đến vùng bờ Tây để được đại tu tại Xưởng hải quân Hunters Point, San Francisco, California.

### 1945

#### Chuyến tuần tra thứ bảy
Hoàn tất công việc trong xưởng tàu, Skate khởi hành từ Trân Châu Cảng cho chuyến tuần tra thứ bảy vào ngày 11 tháng 4, 1945, hoạt động trong thành phần một đội tấn công phối hợp "Bầy sói" để tuần tra trong biển Nhật Bản. Vào sáng ngày 10 tháng 6, nó đụng độ với tàu ngầm Nhật Bản I-122 đang di chuyển trên mặt nước để quay trở về cảng Maizuru, băng ngang ngay trước mũi. Skate phóng một loạt bốn quả ngư lôi ở khoảng cách 800 thước Anh (730 m), và hai quả trúng đích đã đánh chìm I-122 tại tọa độ 37°29′B 137°25′Đ / 37,483°B 137,417°Đ. Ngoài khơi bán đảo Nanto hai ngày sau đó, nó lẫn tránh hỏa lực pháo của tàu đối phương để tấn công và đánh chìm ba tàu vận tải nhỏ. Nó quay trở về Trân Châu Cảng để kết thúc chuyến tuần tra vào ngày 4 tháng 7.

### 1946 - 1948

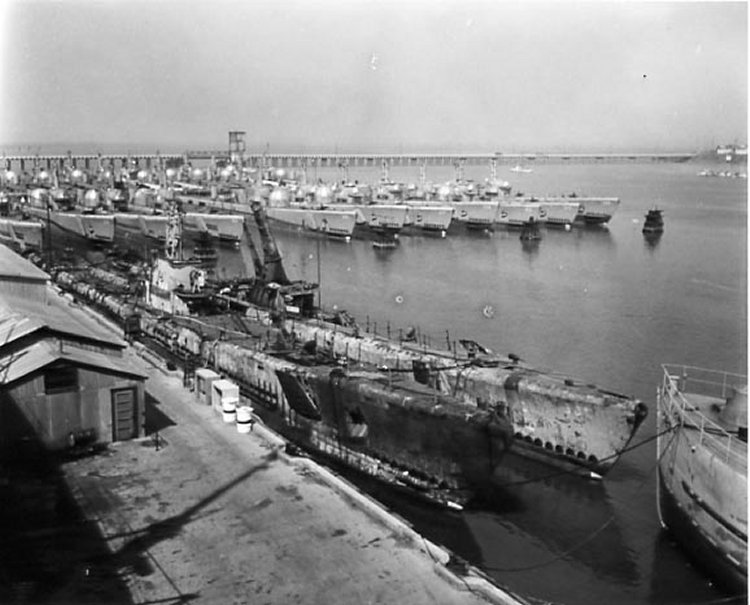
và Skate bị bỏ không tại Xưởng hải quân Mare Island, tháng 10 năm 1947.

Khởi hành từ Trân Châu Cảng vào ngày 5 tháng 8 cho chuyến tuần tra thứ tám, Skate vẫn đang trên đường đi khi Nhật Bản chấp nhận đầu hàng vào ngày 15 tháng 8, giúp chấm dứt vĩnh viễn cuộc xung đột. Nó được lệnh quay trở về cảng, rồi quay trở về Hoa Kỳ, về đến San Diego vào ngày 6 tháng 9. Trong bốn tháng tiếp theo, nó tham gia các hoạt động huấn luyện dọc theo vùng bờ Tây, rồi lên đường đi Trân Châu Cảng, đến nơi vào ngày 9 tháng 1, 1946. Nó lại khởi hành vào ngày 21 tháng 5 để hướng sang đảo Bikini thuộc quần đảo Marshall, nơi nó được sử dụng như mục tiêu thử nghiệm bom nguyên tử trong khuôn khổ Chiến dịch Crossroads.
Trong vũng biển Bikini, Skate được cho neo đậu ngay phía sau thiết giáp hạm Nevada (BB-36), mục tiêu chính của thử nghiệm Able, vụ nổ bom nguyên tử trên không. Quả bom ném xuống trượt khỏi mục tiêu Nevada và kích nổ bên trên về phía đuôi Skate, gây hư hại nặng cho tháp chỉ huy nhưng nhìn chung lườn tàu chịu áp lực vẫn nguyên vẹn. Bên trong con tàu mọi thứ vẫn còn vận hành được và con tàu có thể di chuyển trên mặt nước với tốc độ 18 kn (33 km/h).
Trong vụ nổ thứ hai "Baker" ngầm dưới nước, Skate tiếp tục chịu đựng được và không bị hư hại gì thêm, nhưng toàn bộ vỏ ngoài con tàu bị bao phủ bởi vật liệu đồng vị phóng xạ. Sau khi không thể tẩy được sự ô nhiễm phóng xạ, con tàu được kéo quay trở lại Trân Châu Cảng và neo đậu tách biệt cho đến ngày 11 tháng 10, khi nó được tàu cứu hộ và trục vớt Clamp (ARS-33) kéo về San Francisco, và sau đó đến Xưởng hải quân Mare Island tại Vallejo, California. Skate được khảo sát, rồi được cho xuất biên chế vào ngày 11 tháng 12, 1946. Con tàu cuối cùng bị loại bỏ như một mục tiêu thực hành ngư lôi, bị đánh chìm ngoài khơi bờ biển California vào ngày 5 tháng 10, 1948. Tên nó được cho rút khỏi danh sách Đăng bạ Hải quân vào ngày 21 tháng 10, 1948.

## Phần thưởng
Skate được tặng thưởng tám Ngôi sao Chiến trận do thành tích phục vụ trong Thế Chiến II. Nó được ghi công đã đánh chìm mười tàu Nhật Bản, bao gồm một tàu tuần dương hạng nhẹ, một tàu khu trục và một tàu ngầm, với tổng tải trọng 27.924 tấn.
|  |                                                       |  |
|  | Silver star · Bronze star · Bronze star · Bronze star |  |

| Dãi băng Hoạt động Tác chiến  |                                                                         |                                      |
| Huân chương Chiến dịch Hoa Kỳ | Huân chương Chiến dịch Châu Á-Thái Bình Dương với 8 Ngôi sao Chiến trận | Huân chương Chiến thắng Thế Chiến II |